# Macroderma gigas
Macroderma gigas är en fladdermusart som först beskrevs av George Edward Dobson 1880. Macroderma gigas är ensam i släktet Macroderma som ingår i familjen storöronfladdermöss. Inga underarter finns listade i Catalogue of Life.

## Utseende
Arten når en kroppslängd (huvud och bål) av 100 till 140 mm och en vingspann av cirka 600 mm. En svans saknas. Fladdermusen väger vanligen 130 till 170 g och sällan upp till 215 g. Den har oftast vitaktig päls. På ryggen och i ansiktet förekommer ibland mörkare hårspetsar. Några individer från Queensland var mera brunaktig. Denna färgsättning ger arten ett spöklik utseende och den fick därför det engelska trivialnamnet "ghost bat" (spökfladdermus).

## Utbredning och habitat
Denna fladdermus förekommer med flera från varandra skilda populationer i norra Australien. Habitatet utgörs främst av torra områden med trädgrupper men arten besöker även fuktiga savanner, mangrove och tropiska regnskogar.

## Ekologi
Individerna vilar i grottor, övergivna gruvor och bergssprickor. De är aktiva på natten och flyger cirka 1–2 kilometer till platsen där de letar efter föda. Där kan de vänta hängande i ett träd tills bytet visar sig. Macroderma gigas jagar främst ryggradslösa djur. Den äter även mindre ryggradsdjur som ödlor, småfåglar, gnagare och andra fladdermöss. Individer i fångenskap åt även frukter när inget kött var tillgänglig.
Vid viloplatsen bildas mindre grupper eller sällan kolonier med upp till 150 medlemmar. I vissa delar av utbredningsområdet vilar hanar och honor skilda från varandra. Honor föder allmänt en unge per kull. Den klamrar sig i början fast i moderns päls och väntar senare ensam vid viloplatsen när modern letar efter föda. Ungar som föddes i november diade sin mor fram till mars. Med människans vård kan Macroderma gigas leva 16 år.

## Hot och status
Arten hade ursprungligen ett större utbredningsområde och den fanns även i södra Australien. Spillning från Macroderma gigas hittades betydlig längre söderut. Där försvann arten redan före européernas ankomst. Troligen blev regionen alltför torr.
Det aktuella hotet består främst i störningar vid viloplatsen. Många individer dör när de flyger mot elektriska stängsel. IUCN uppskattar att hela beståndet ligger mellan 7000 och 9000 individer. Arten kategoriseras globalt som sårbar.